# Білий Берег (Вишгородський район)
Бі́лий Бе́рег — село в Україні, у Іванківській селищній громаді Вишгородського району Київської області. Населення становить 61 осіб.

## Розташування
Село розташоване на території Вишгородського району Київської області. Його територія підпорядкована Іванківській селищній громаді.

## Назва
Назва Білий Берег походить від кручі над річкою Тетерів, берег якої має білий пісок.

## Історія
7 (20) листопада 1917 року, відповідно до Третього Універсалу Української Центральної Ради, увійшло до складу Української Народної Республіки.

### Голодомор 1932-1933
Під час голодних років у селі померло багато жителів. Фрагменти книги реєстрації смертей, що збереглися в обласному державному архіві, називають 51 жертву Голодомору, хоча втрати були значно більшими.
На сьогодні в селі проживає лише 8 осіб, які постраждали від Голодомору.
Мартиролог мешканців с. Білий Берег — жертв Голодомору 1932—1933 років укладений за архівними даними (ДАКО, фр. 5634, оп.1 спр.423, арк. 30-37, спр.431, арк.54-73).
В мартирологу в алфавітному порядку мовою оригіналів вказані при наявності даних прізвище, ім'я, по батькові, дата смерті, вік померлого та причина смерті.
1. Бачинський Володя Броніславів, 03.12.1933, 3 р.,
2. Гавриленко Іван Іванов, 08.12.1932, 11 міс.
3. Гленбодська Одарка Броникова,11.09.1933, 9 р.
4. Глущенко Андрій Федоров, 8.06.1933, 95
5. Глущенко Грицько Михайлов, 8.07.1933,
6. Глущенко Меланія Карпівна, 13.01.1932, 48 р.
7. Глущенко Уляна Пилипова, 0.06.1933, 53 р.
8. Дем'яненко Денис Овсієва, 22.03.1933, 57 р.,
9. Дем'яненко Каноник Кондратов,18.12.1933, 65 р.
10. Дем'яненко Максим Овсійов, 10.07.1933, 47 р.
11. Дем'яненко Марина Костянтинівна, 24.12.1933, 25 р.
12. Дем'яненко Марія Нечипорова, 28.03.1933, 90 р.
13. Дем'яненко Олександр Денисов,18.07.1933, 12 р.
14. Дем'яненко Олександр Дмитрович, 06.01.1933, 28 р.
15. Дем'яненко Трохим Денисов, 20.07.1933, 9 р.
16. Дем'яненко Фома Кондратов, 31.03.1933, 45 р.
17. Жигало Антоніна Степанівна, 18.07.1932, 33 р.
18. Жигало Стас Петров., 03.1933, 7 місяців,
19. Жигало Яков Домінікович, 13.07.1933, 57 р.
20. Зайченко Ілля Якович,17.02.1933, 30 р.
21. Зайченко лєна Макарова, 27.04.1932, 1 р.
22. Зигадло Микола Іванов, 23.02.1933, 18 р.,
23. Інін Ілля Максимів,12.06.1933, 28 р.
24. Кролау Павло Демків, 17.09.1932, 2 міс.
25. Кушніренко Соломія Тимова, 24.04.1932, 60 р.
26. Литва Дмитро Грицьків, 07.09.1ё932, 1 міс.
27. Медведський Павло Адамів, 23.06.1932, 1 р.
28. Радченко Василь Петрович, 11.03.1932, 52 р.
29. Репік Андрій Олександров, 25.08.1933, 30 р.
30. Репік Іван Олександров, 4.05.1933, 30 р.
31. Репік Ольга Іванівна, 19.05. 1933 р., 6 р.
32. Русенька Антоніна Станіславівна, 05.12.1933, 66 р.
33. Русенький Валентин Адольфович, 29.01.1932, 8 р.
34. Русенький Віталій Олександрів 03.12.1933, 5 р.
35. Русенький Ілля Антонів, 18.04.1932, 8 днів
36. Сидоренко Микола Овсієв, 12.03.1933, 1 місяць,
37. Сидоренко Надя Микитова, 23.10.1932, 3 міс.
38. Сингаєвський Михайло, 25.05.1933, 70 р.
39. Сингаївський Костя Феліксов, 17.02.1933, 20 днів,
40. Сингаївський Павло Філіпович, 22.03.1933, 65 р.
41. Сингаївський Петро Лукянов, 10.03.1933, 67 р.
42. Соколенко Роман Андрійов, 18.09.1933, 60 р.
43. Сосновський Єдвард Наполеонович, 6.03.1933, 97 р.
44. Сосновський Опізарій Наполеонович, 01,05.1933, 72 р.
45. Тимченко Василь Федорів, 24.03.1932, 42 р.
46. Ушита Микита Давидов, 25.05.1933, 25 р.
47. Фещенко Андрій Трохимів, 31.03.1932, 55 р.
48. Фещенко Борис Іванів, 24.03.1932, 4 міс.
49. Фещенко Марія Дмитрівна, 10.03.1933, 57 р.
50. Юрга Іван, 29.05.1933, 45 р.
51. Ющенко Яків Якович, 07.06. 1933, 56 р.

12 червня 2020 року, відповідно до розпорядження Кабінету Міністрів України № 715-р «Про визначення адміністративних центрів та затвердження територій територіальних громад Київської області», увійшло до складу Іванківської селищної територіальної громади.
19 липня 2020 року, в результаті адміністративно-територіальної реформи та ліквідації Іванківського району, село увійшло до складу Вишгородського району.

### Російсько-українська війна(з 2014)
З кінця лютого до 1 квітня 2022 року село було окуповане російськими військами.

## Особистості
- Радченко Володимир Петрович (01.08.1939 — 08.08.2009) — заслужений працівник лісового господарства України (1996), працював головним інженером ДП «Іванківське лісове господарство».
- Гончарук Галина Йосипівна (23.11.1946) — заслужений працівник соціальної сфери України (2002), нагороджена орденом Княгині Ольги ІІІ ступеня (1998), «Знак Пошани» (2001), Відзнакою МВС України «За сприяння в охороні громадського порядку» (2008), «За заслуги перед українським народом» (2011).

## Галерея

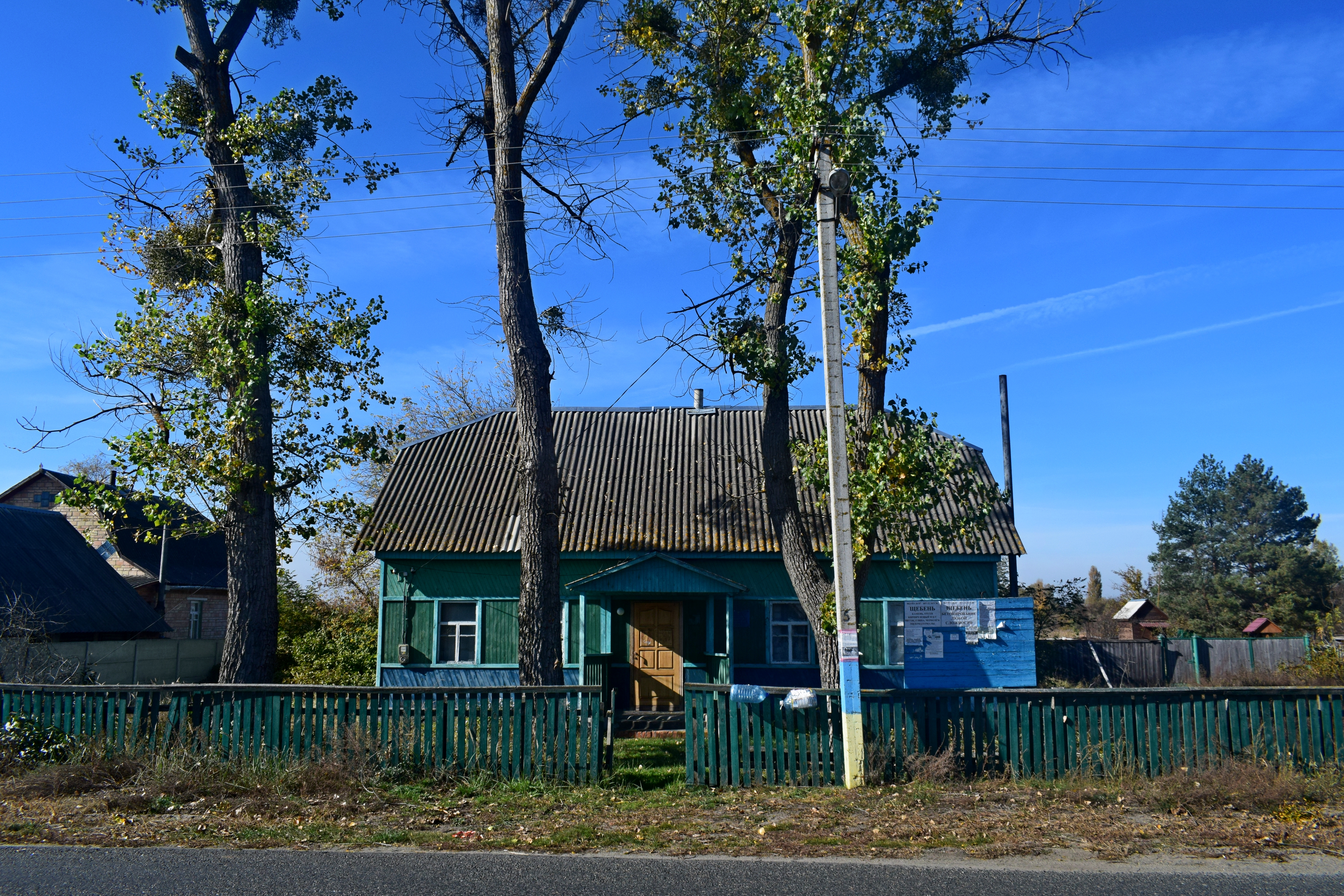
Фельдшерський пункт та акушерська амбулаторія
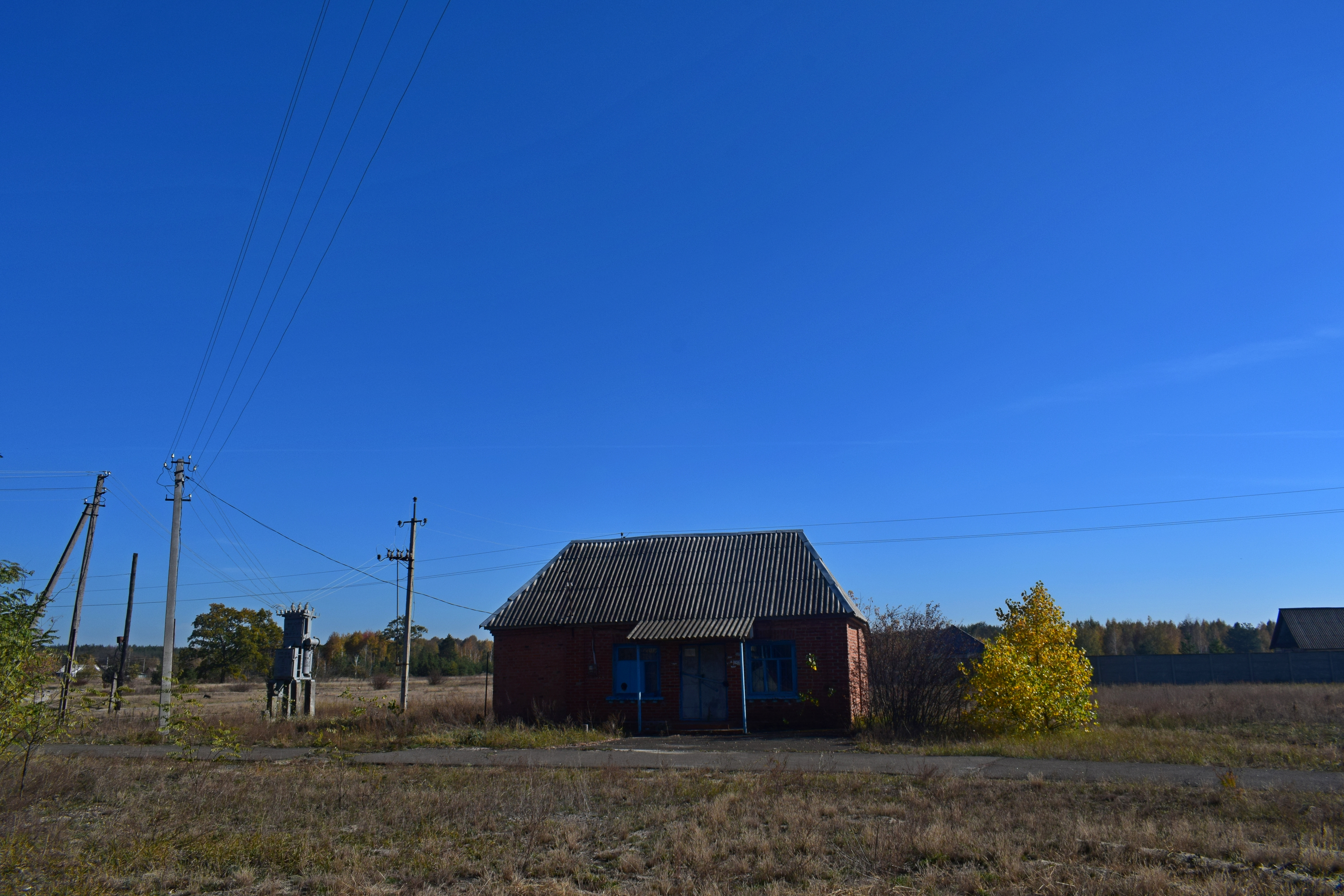
Магазин
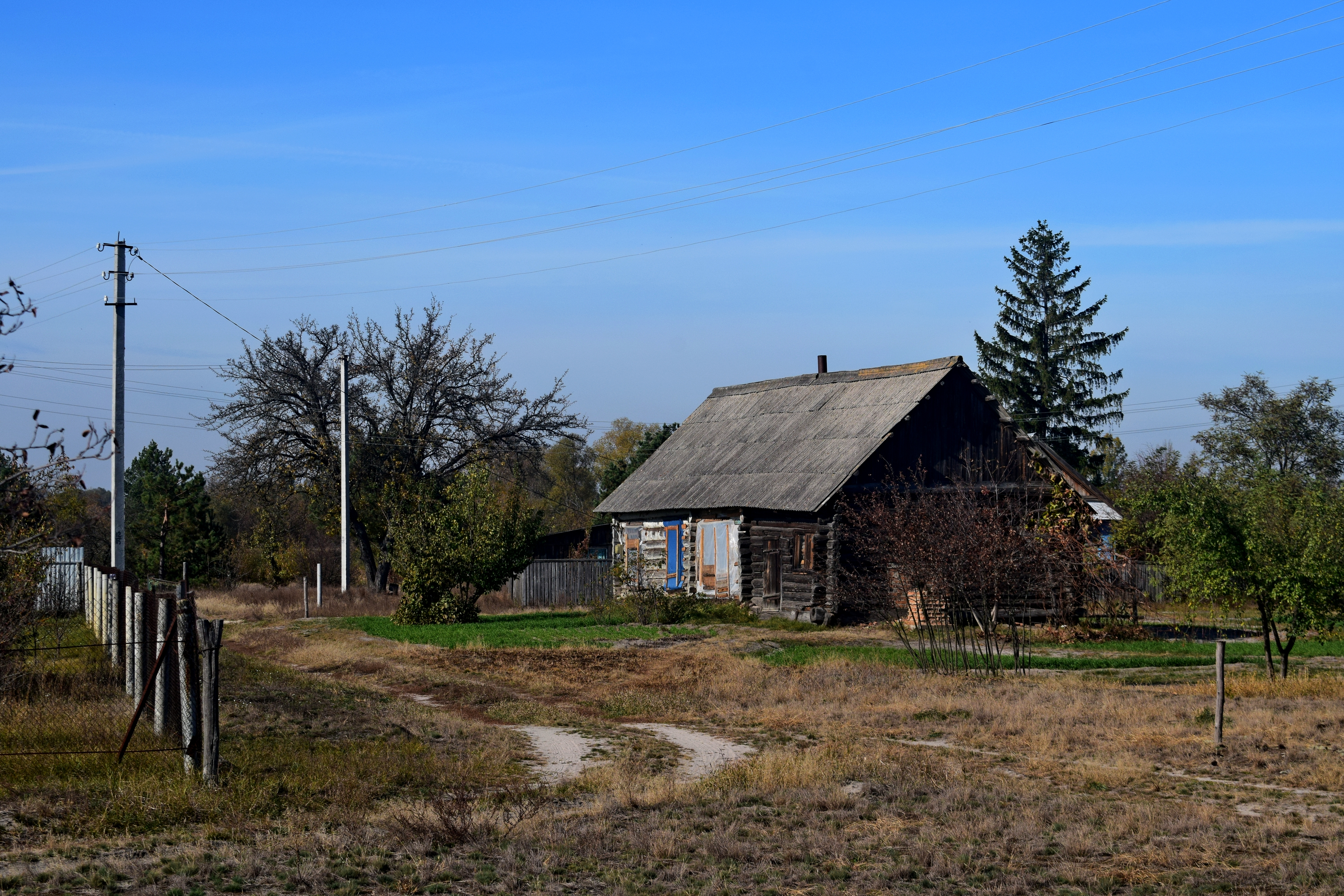
Дерев'яний дім
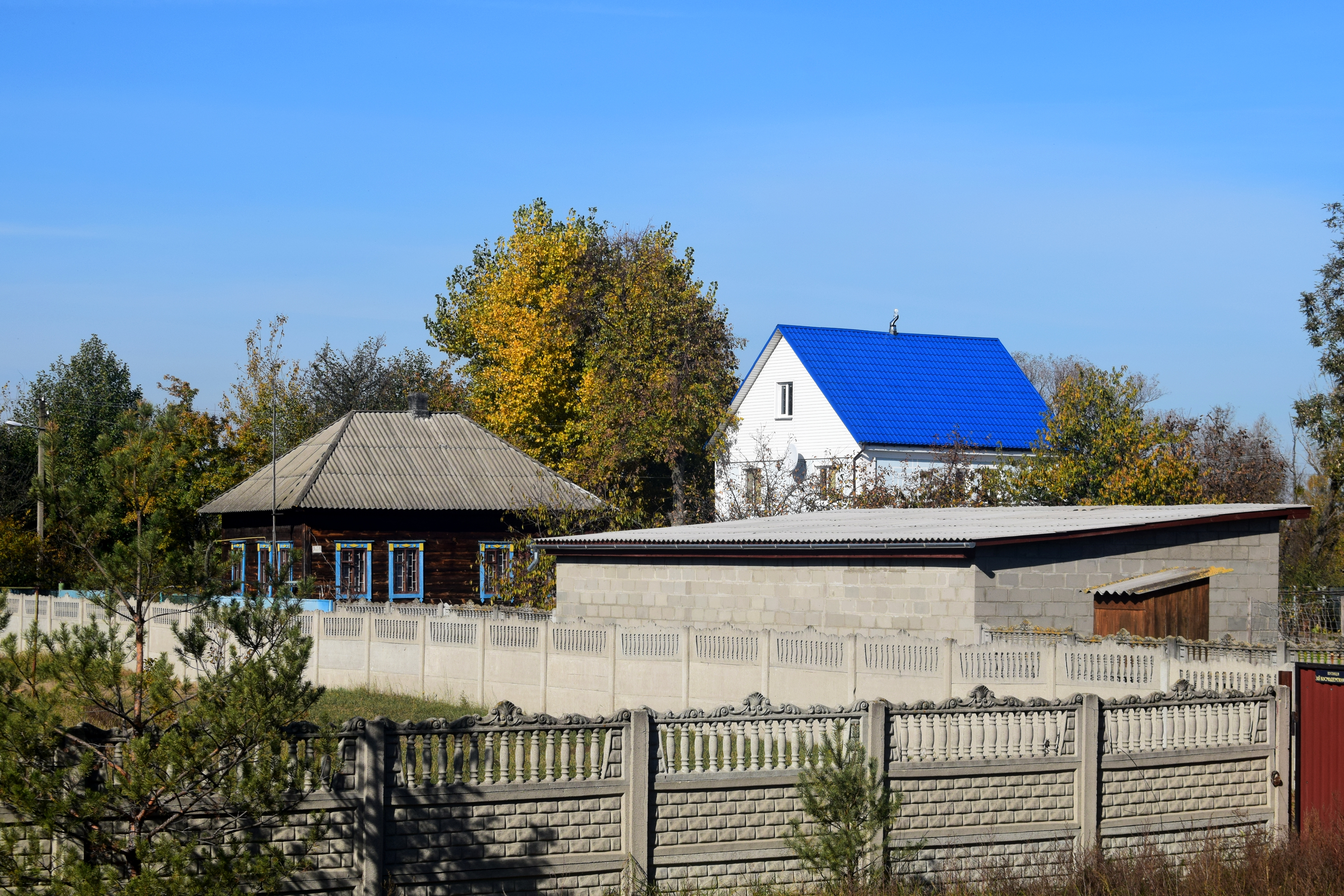
Дерев'яний дім
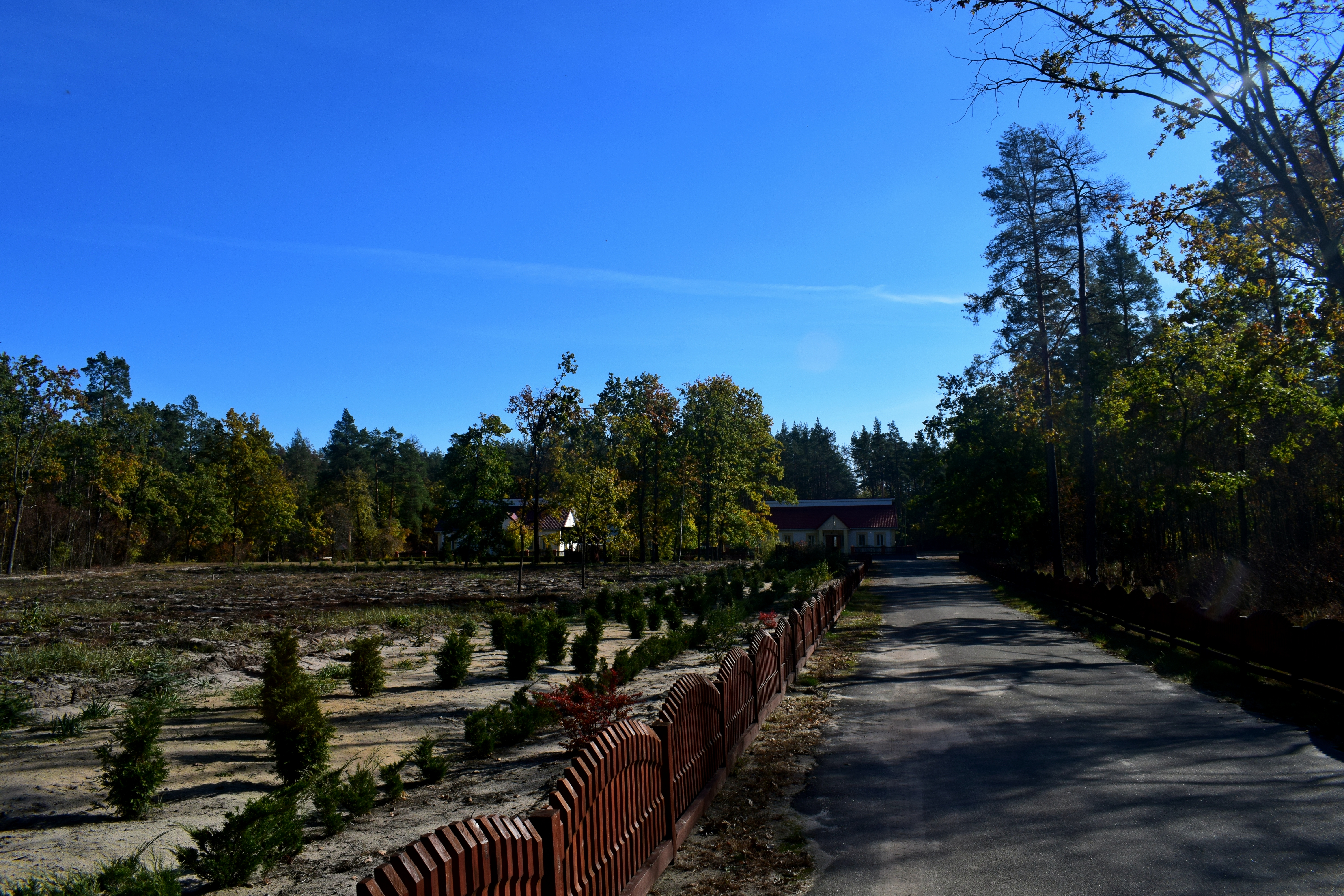
Білоберізьке лісництво
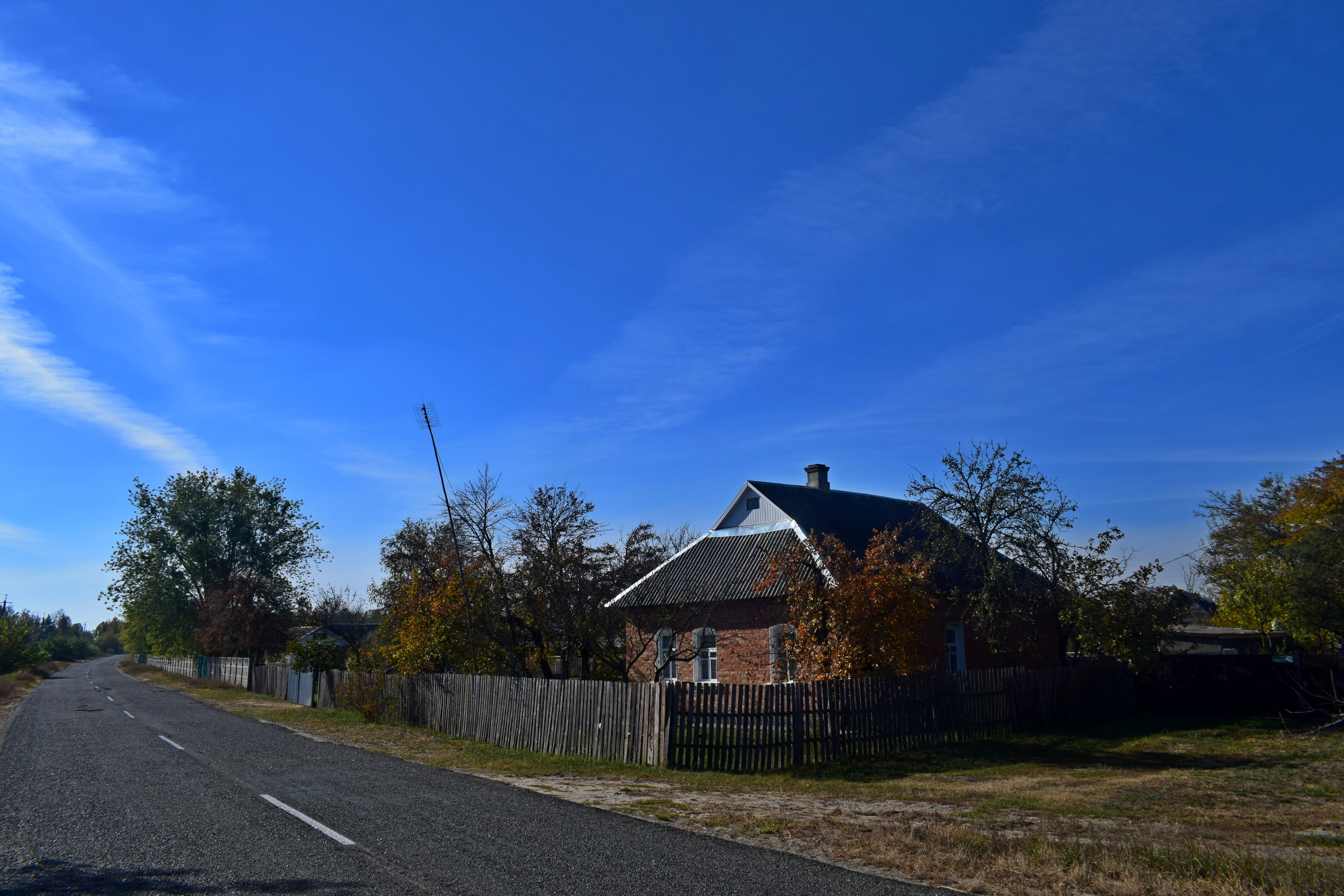
Вулиця Зої Космодем'янської
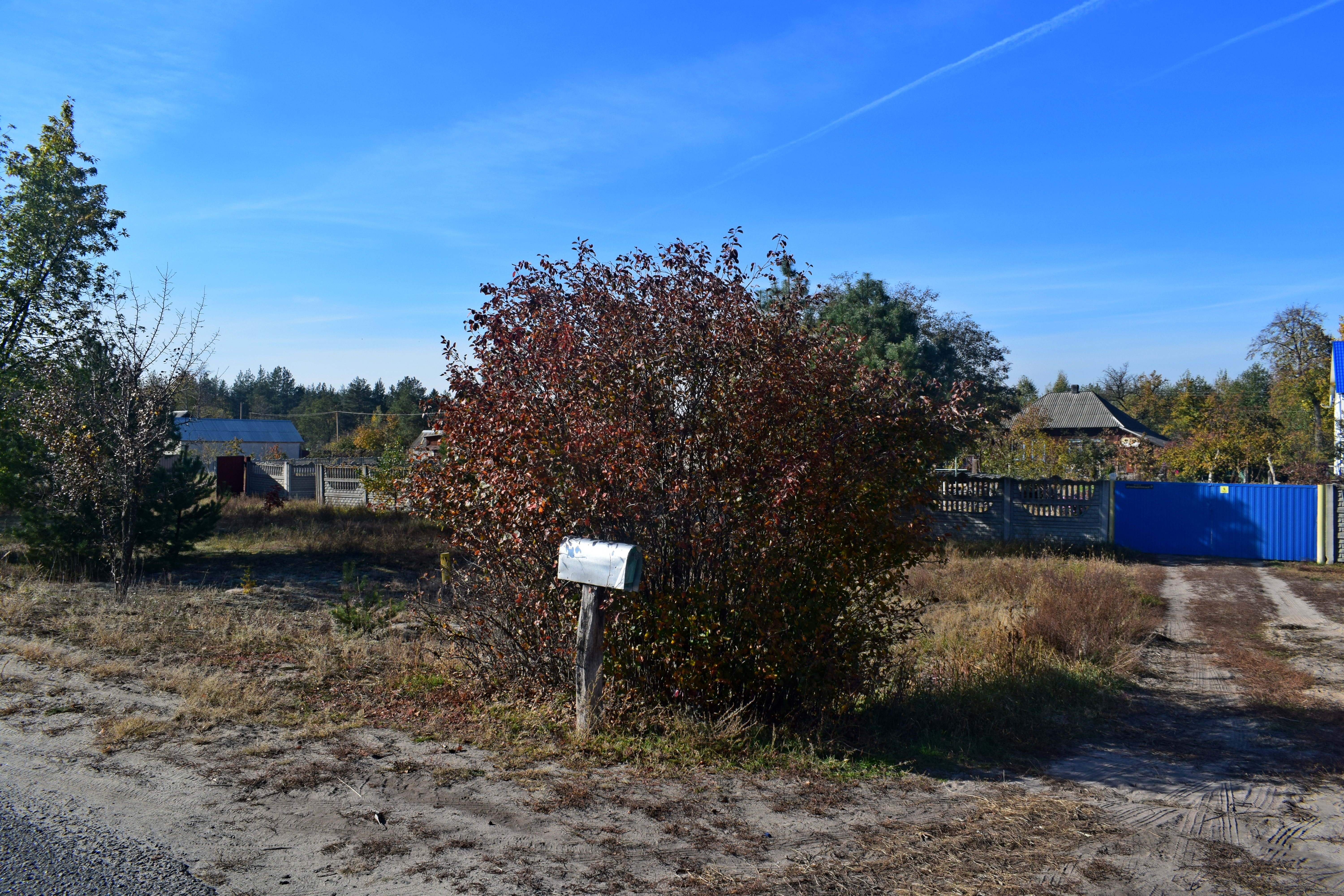
Поштова скринька на американській лад
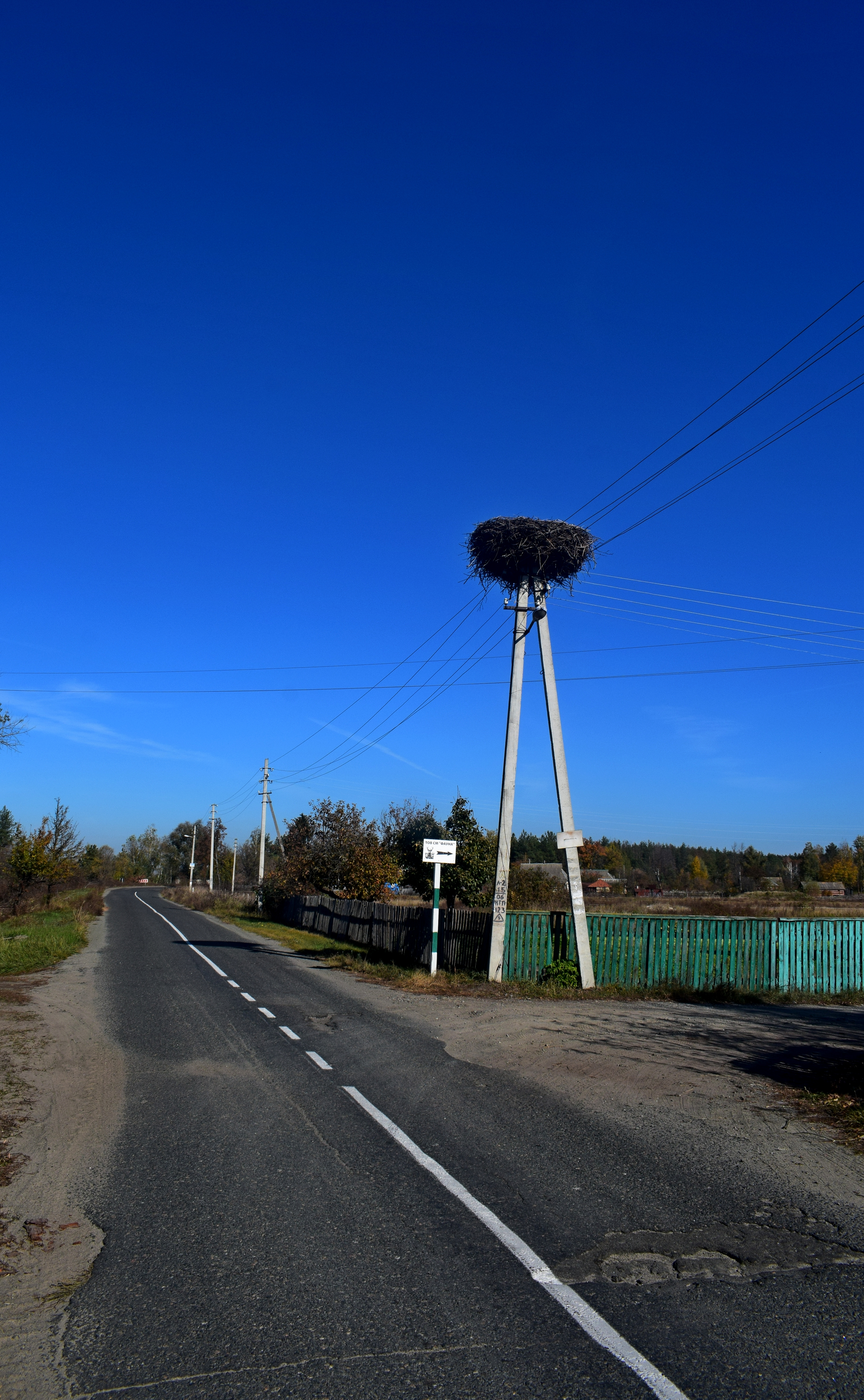
Гніздо лелеки
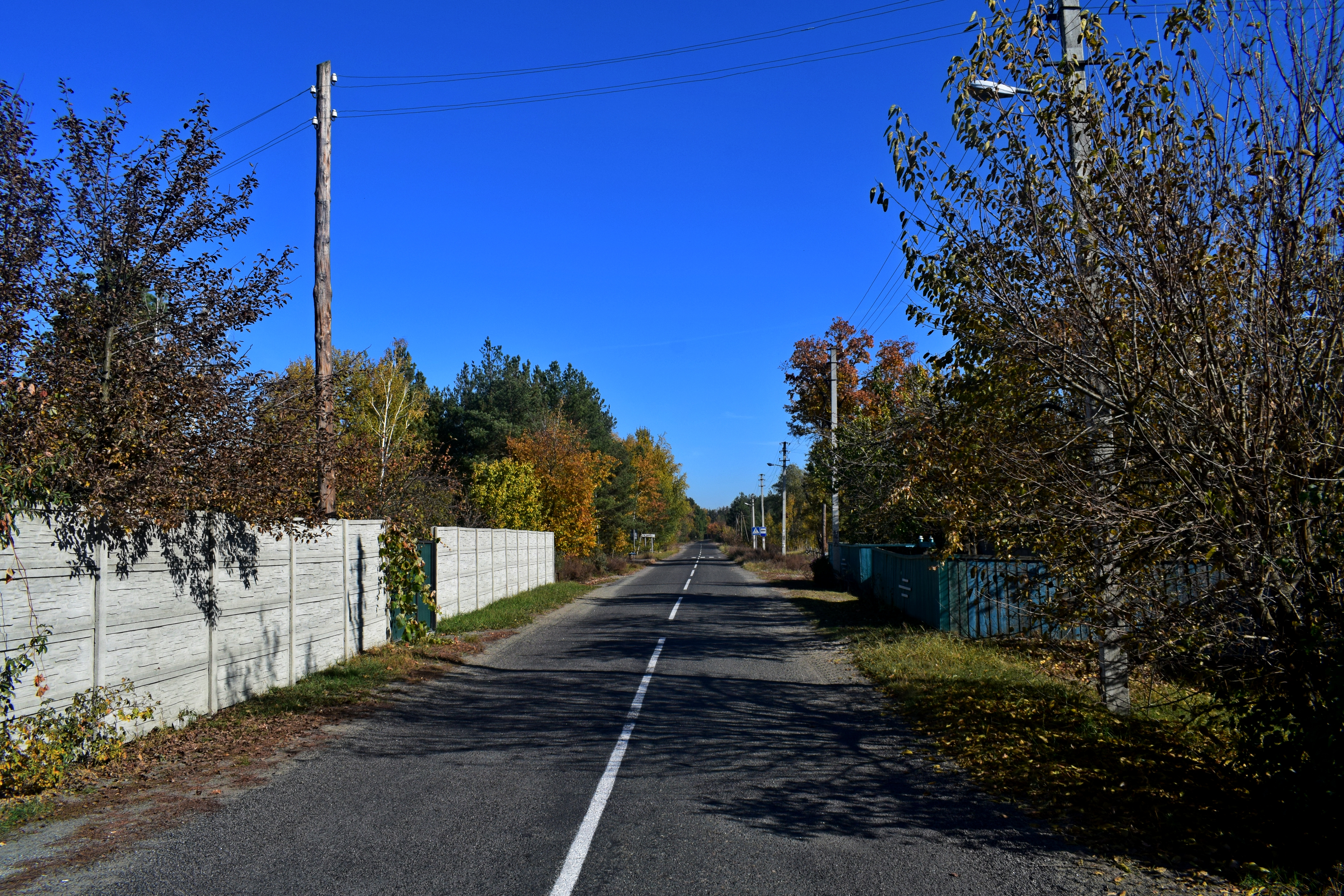
Північна околиця села
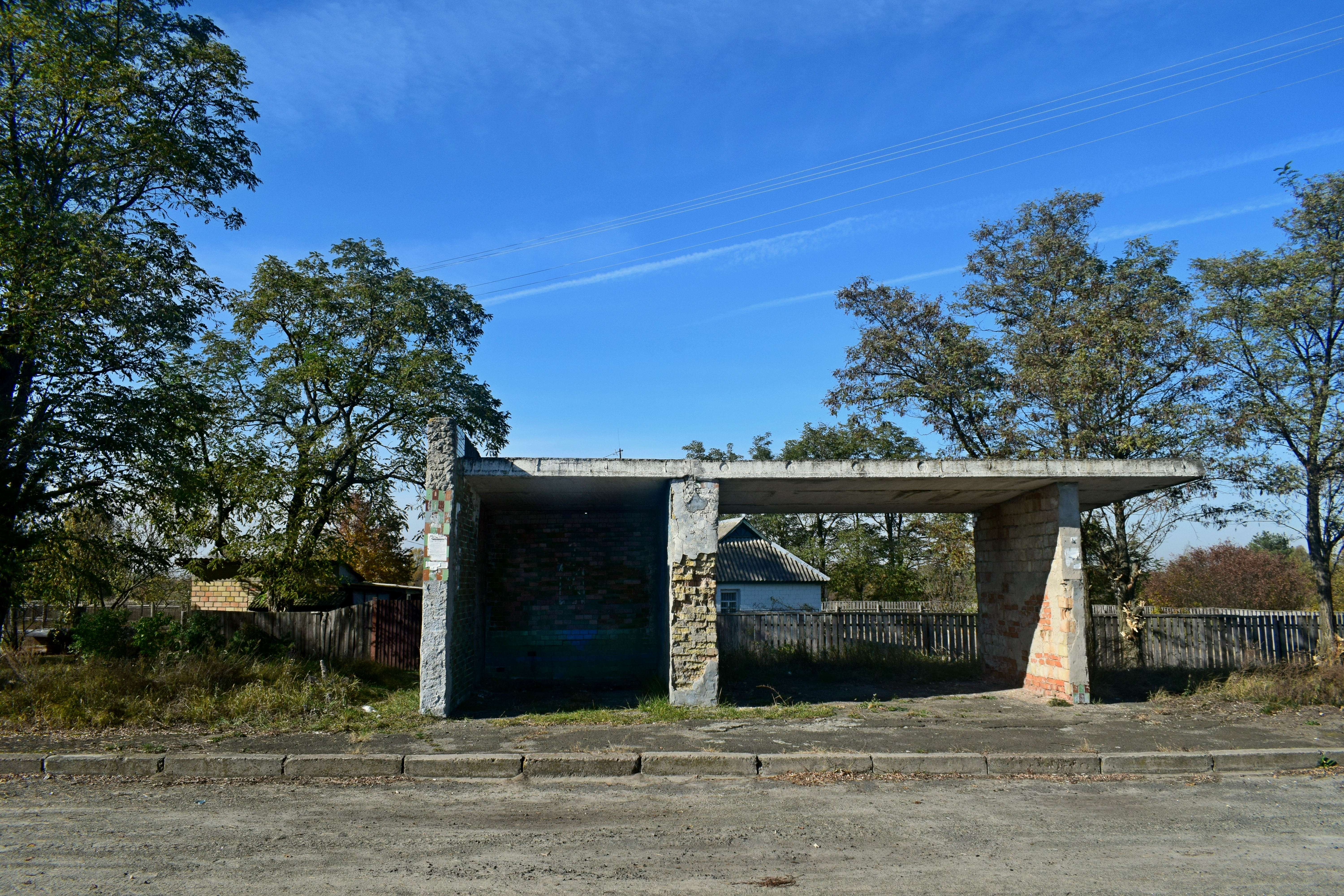
Автобусна зупинка